# Lipa Dobrosława
Lipa Dobrosława – pomnik przyrody, lipa drobnolistna w województwie zachodniopomorskim, w powiecie wałeckim w gminie Człopa, w miejscowości Jaglice, w leśnictwie Zielony Stok.
Drzewo ma jeden pień główny, który na wysokości 3 m rozwidla się. Oprócz tego od północno-zachodniej strony, ze wspólnego korzenia wyrastają dwa dużo mniejsze pnie. Pokrój drzewa jest typowy dla gatunku, a korona gęsta.
W roku 2005 lipa była konserwowana – z jej wnętrza usunięto dwie przyczepy gruzu i żwiru. Obecnie pień w środku jest częściowo pusty. W trakcie konserwacji odkryto, że w jednym z konarów mają gniazdo dzikie pszczoły.

## Nazwa
Dobrosława – nazwa w wyniku konkursu została nadana w 2005 roku.

## Wymiary
- obwód w pierśnicy na wysokości 1,3 metra wynosi 817 cm[2]
- wysokość 25 m